# Sport à Châteauroux
L'ensemble des comités départementaux de sports dans l'Indre est regroupé à la Maison des sports se trouvant au 89 allée des Platanes à Châteauroux.
La ville de Châteauroux a été élue en 1997 la troisième ville française de sport lors du Challenge du magazine sportif l'Equipe. Châteauroux compte 12 500 licenciés dans les 137 associations sportives et sections omnisports. Ils ont la possibilité de pratiquer 52 disciplines dans plus de 70 équipements sportifs mis à leur disposition.

## Clubs actuels de Haut Niveau
- Orcs de Châteauroux évoluant dans la compétition du Casque d'Argent 3e échelon national de Football américain en France.
- LB Châteauroux Football
- le Rugby Athletic Club Châteauroux (R.A.C.C.) évolue en Championnat de France de 3e division fédérale de Rugby.
- La Berrichonne de Châteauroux de basket-ball féminin évoluant en NF3.
- Le Châteauroux Basket Club 36 est le club de basket-ball masculin de Châteauroux évoluant en NM3

## Équipements
- Le Stade Gaston Petit a une capacité d'accueil de 17 072 places et utilisée par le club de football de La Berrichonne de Châteauroux évoluant en Ligue 2
- 10 gymnases omnisports
- 23 stades qui permettent aux amateurs de Football, de Rugby et de Football-Américain.
- 25 courts de tennis couverts ou en plein air
- 8 salles de sports pour pratiquer escrime, boxe française, boxe anglaise, karaté, judo, haltérophilie, musculation, gymnastique, skate, mur d'escalade, tennis de table
- 3 piscines
- 1 complexe de Motocross et d'autocross
- 1 salle de skate et de roller
- 1 plan d'eau de 8 hectares sur le site de Belle-Isle
- Hippodrome du Petit-Valençay
- 1 boulodrome

## Les compétitions à Châteauroux
Châteauroux a accueilli plusieurs manifestations sportives :
- le Châteauroux Classic de l'Indre se déroulant chaque année fin aout et comptant pour la Coupe de France de cyclisme sur route
- Tournoi International Féminin de Basket de l'ASPTT tous les ans,
- Championnat de France de Tir à l'Arc en 1994,
- Ville-départ du Paris Nice en 1996,
- Tennis Tour et France Basket Tour en 1997,
- Ville-étape du Tour de France en 1998,
- Adidas Kid Foot en 1998,
- Championnats de France de Roller en 1999
- le Trophée Pétanque Canal Plus,
- Ville-étape du Tour de France en 2008.